# Aachener Reich

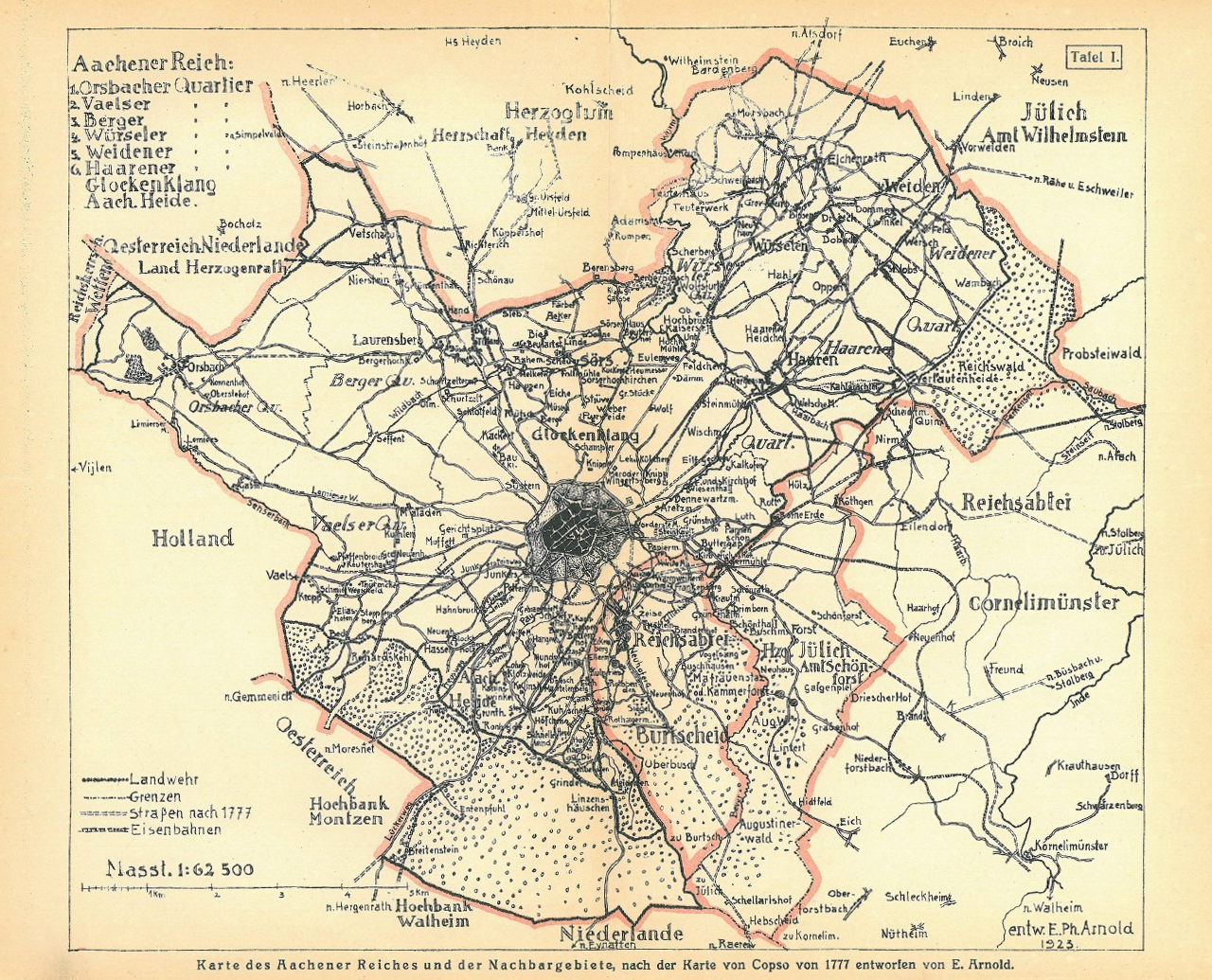
Karte des Aachener Reichs

Aachener Reich bezeichnet ein Gebiet, das vom Mittelalter an bis zum Ende des 18. Jahrhunderts die Freie Reichsstadt Aachen sowie ihre nähere Umgebung außerhalb der mittelalterlichen Stadtmauer umfasste.

## Geschichte
Nachdem im Jahre 1166 Kaiser Friedrich I. Barbarossa der Stadt Aachen die Stadtrechte verliehen hatte, wurden diese durch Kaiser Ludwig den Bayern im Jahr 1336 erneuert und schriftlich bestätigt. Seit diesem Zeitpunkt setzte sich der Begriff Aachener Reich durch. Diese Festlegung des Gebietes um den Stadtkern herum wurde mittlerweile erforderlich, da sich die Stadt in den vorangegangenen fast zweihundert Jahren mit ihrem innerhalb der inneren und etwa entlang dem heutigen Grabenring verlaufenden Barbarossamauer umgebenen Kerngebiet rund um den Aachener Königshof deutlich vergrößert hatte. Infolgedessen wurde Mitte des 13. Jahrhunderts mit Fördergeldern Richard von Cornwalls (1209–1272) die zweite Stadtmauer erbaut, die in Teilen heute noch ungefähr entlang des heutigen Alleenrings verläuft.

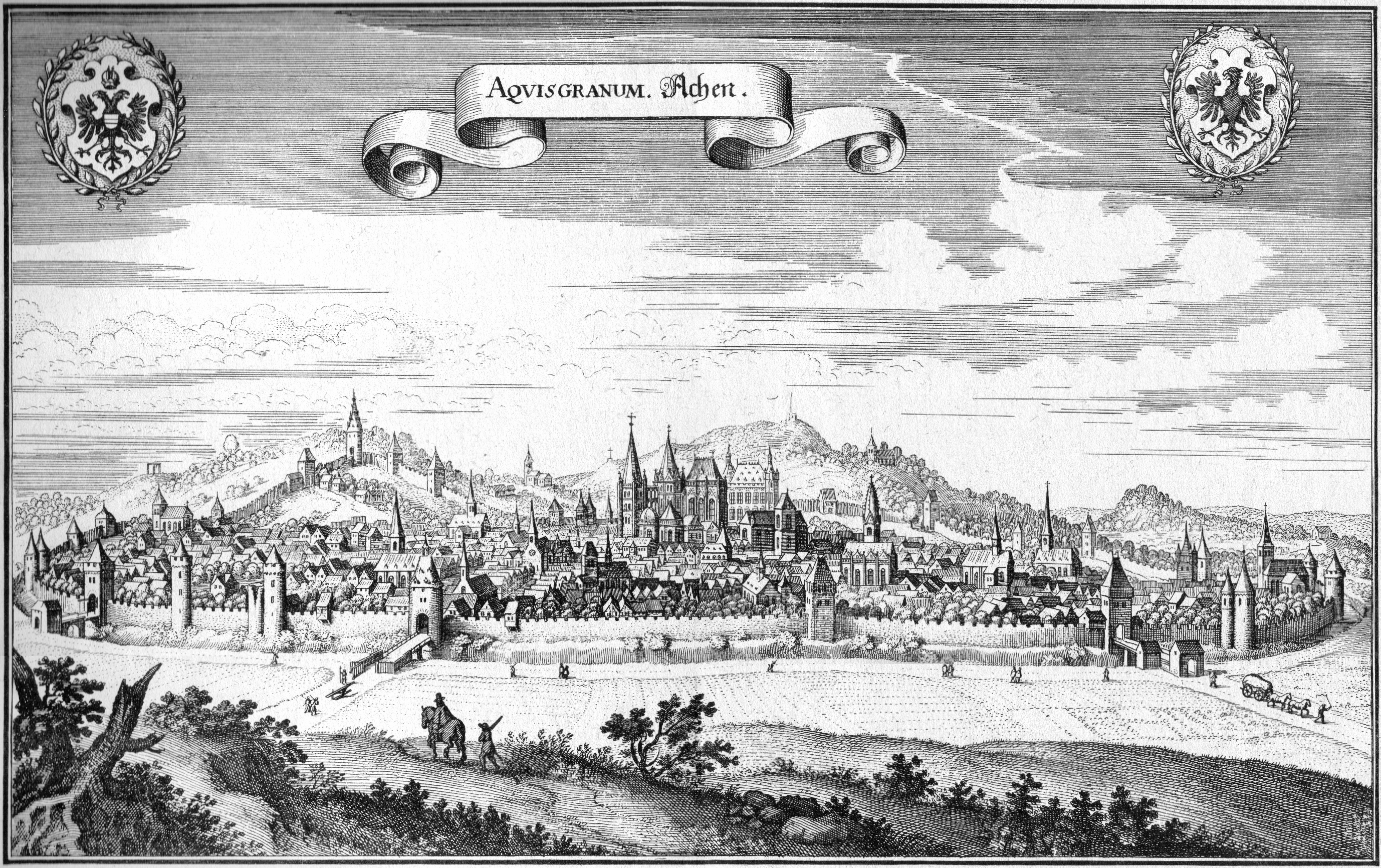
Aachen um 1647

Das Aachener Reich umfasste zu jener Zeit sowohl das Territorium der innerhalb dieser zweiten Stadtmauer gelegenen Stadt selbst als auch das Gebiet außerhalb der Mauer, nämlich den Glockenklang, die sieben Quartiere, die Aachener Heide, den Aachener Wald und den Reichswald. Die Fläche betrug fast 9000 Hektar und hatte eine Grenzlänge von ungefähr 70 Kilometern.
Die Bezeichnung Glockenklang symbolisierte den Alarmbereich, ein Gebiet also, in dem die Bevölkerung vor Eindringlingen mit Hilfe lauter Glocken gewarnt wurde. Dieser Glockenklang war in neun so genannte Grafschaften unterteilt und befand sich unmittelbar vor und entlang der zweiten Stadtmauer. Sitz jeder dieser einzelnen Grafschaften, welche jeweils unter dem Kommando eines Hauptmanns standen, war ein im Mauerring integriertes Stadttor. Im Einzelnen waren es Kölntor, Adalbertstor, Wirichsbongardstor, Marschiertor, Rostor, Jakobstor, Königstor, Ponttor sowie Berg- und Sandkaultor, von denen heute nur noch Pont- und Marschiertor erhalten sind.

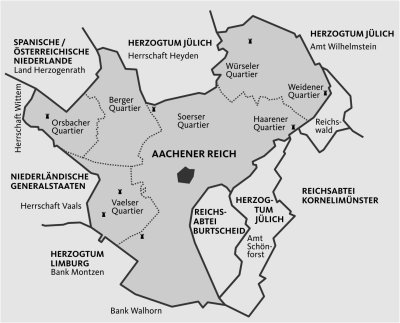
Quartiere des Aachener Reichs

Die sieben Quartiere, die das Aachener Reich darüber hinaus umfasste, waren Ortschaften und Ländereien vor der Stadt und dazu zählten Berg (das heutige Laurensberg), Haaren, Orsbach, Soers, Vaalserquartier, Weiden (ein Teil des heutigen Broichweiden) und Würselen. Zum Zwecke der optischen und akustischen Kommunikationsmöglichkeit wurden auf diesen Gebieten verteilt acht Türme errichtet, die untereinander und mit dem zentralen Turm an der Stadtmauer, dem so genannten Langen Turm, in Blickkontakt standen. So konnte rechtzeitig per Rauch- oder Lichtzeichen oder mit Böllerschüssen vor Feinden gewarnt werden. Von diesen acht Türmen, die von örtlichen Förstern bewohnt und gesichert wurden, sind außer dem Langen Turm noch die Türme Alt-Linzenshäuschen, Beeck, Haus Hirsch, Adamshäuschen und die Orsbacher Burg erhalten. Nicht mehr existent sind dagegen die Türme in Würselen-Morsbach, Weiden-Wambach und Verlautenheide, an dem aber noch der dortige Türmchenweg erinnert.

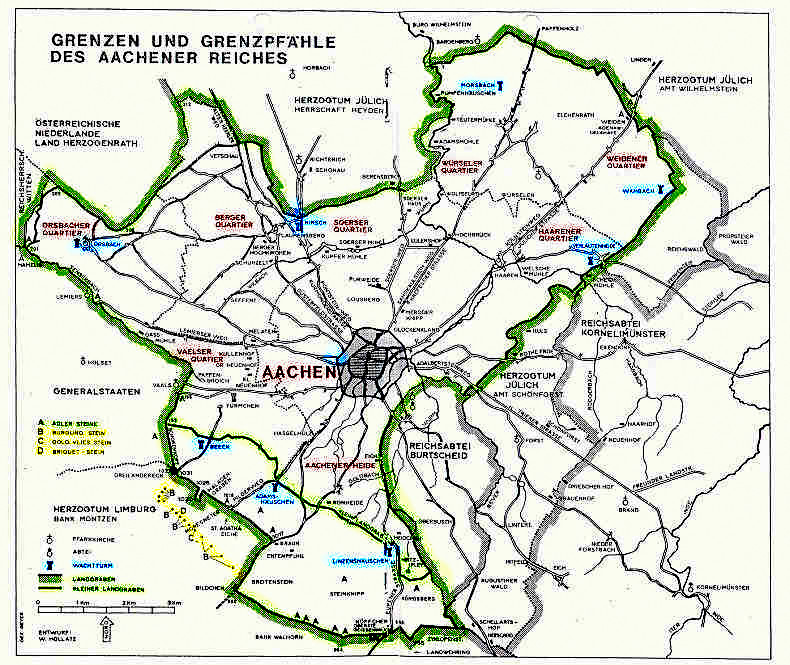
Landgraben, Wachtürme und Grenzsteine

Die Grenzen des Aachener Reiches waren mit dem Aachener Landgraben gesichert, welcher aus einem etwa vier Meter hohen Hauptwall sowie zwei kleineren etwa 1,20 m hohen Nebenwällen bestand, zwischen denen ein drei bis vier Meter tiefer Graben verlief. Zusätzlich wurde der Hauptwall mit Buchen und Eichen bepflanzt, die durch einen formgerechten Schnitt zu einem undurchdringlichen Dickicht verfilzten.
Das Aachener Reich grenzte im Westen an das in Personalunion von Brabant regierte Herzogtum Limburg und die zunächst Spanischen, dann Österreichischen Niederlande, im Norden und Osten an das Herzogtum Jülich und die Reichsabtei Kornelimünster sowie im Südosten an das damals ebenfalls selbstständige Gebiet der Reichsabtei Burtscheid. Die Grenze war in regelmäßigen Abständen markiert mit so genannten Adlersteinen, auf denen das Aachener Stadtwappen, der Adler, eingraviert war und von denen heute noch einige zu sehen sind.
Regiert wurde das Aachener Reich seit den im Aachener Gaffelbrief von 1450 festgelegten Beschlüssen von einem Großen Rat, bestehend aus 124 Mitgliedern, die ab dem 14. Jahrhundert hälftig aus den 15 Zünften und dem Schöffenstuhl gewählt wurden und unter der Leitung von zwei Bürgermeistern standen, von denen einer wiederum dem Schöffenstuhl angehörte. Die Gerichtsbarkeit oblag dem Hohen Königlichen Schöffengericht zu Aachen und dieses war zugleich das Oberhofgericht für die außerhalb gelegenen Ortschaften. Seine Mitglieder kooptierten sich aus dem in der Stadt ansässigen Adel, wurden aber je nach Rechtsfall auch von einem durch den Herzog von Jülich gestellten Vogt-Meyer unterstützt, da auch das Herzogtum als zeitweiliger Schutzherr der Stadt gewisse Hoheitsrechte für das Aachener Reich besaß. Kirchenrechtlich unterstand das Aachener Reich dem Bistum Lüttich, bevor dann ab 1802 ein eigenständiges Bistum Aachen existierte, welches dann 1825 zunächst in das Erzbistum Köln integriert und schließlich ab 1930 zum Suffraganbistum Kölns erklärt wurde.
Durch den ersten Einmarsch der Franzosen im Jahr 1792 im Rahmen des Ersten Koalitionskrieges und der anschließenden Besetzung des linken Rheinufers ab 1794 endete die fast 600 Jahre lange Existenz dieses geschichtsträchtigen Territoriums, aber auch eine jahrelange Phase der politischen Instabilität, allgemein als Aachener Mäkelei bekannt. In Aachen wurde die Munizipalität eingeführt und die ehemalige Reichsstadt zum Kanton Aix-la-Chapelle im neuen gleichnamigen Arrondissement d’Aix-la-Chapelle des Département de la Roer erklärt.

## Galerie

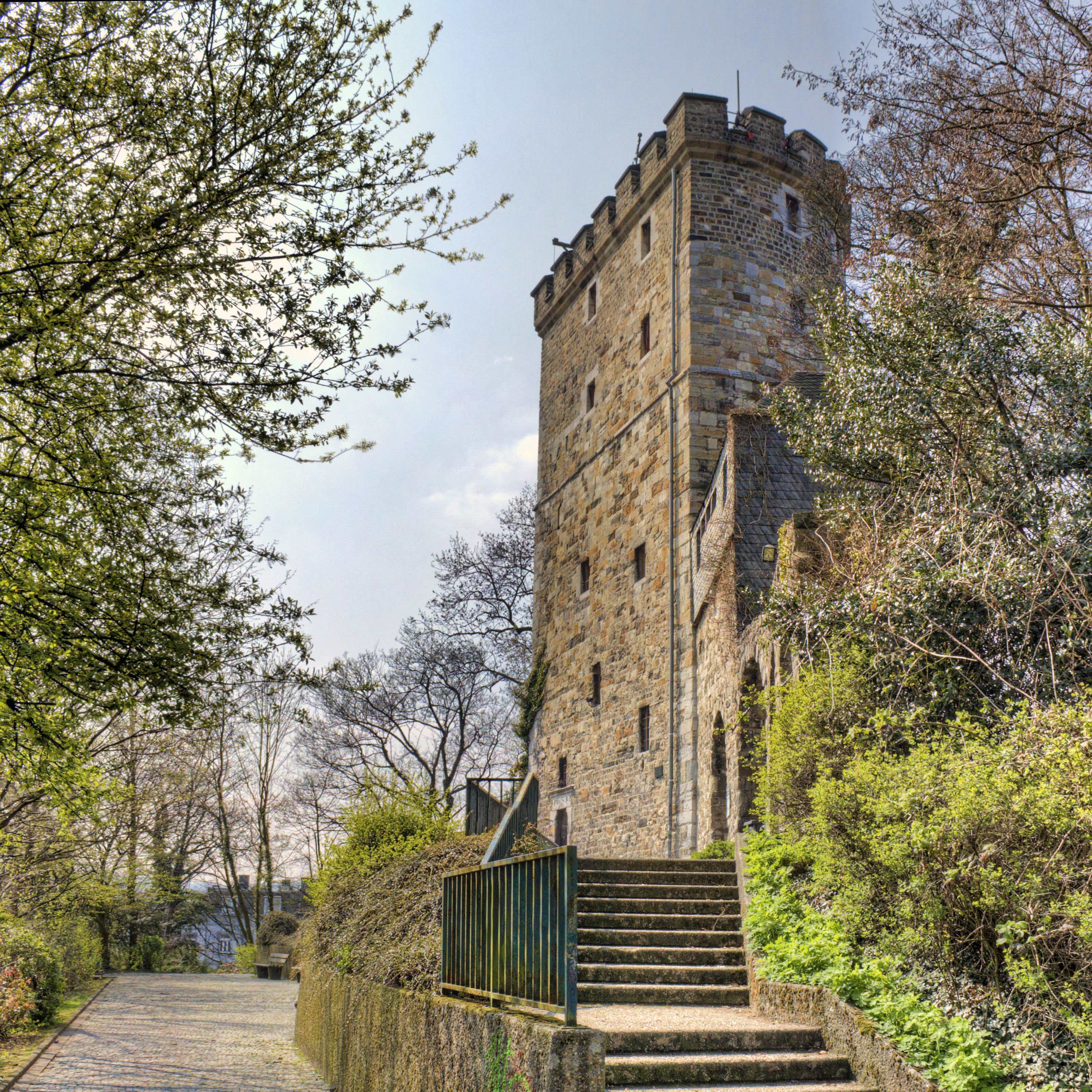
Langer Turm (⊙)
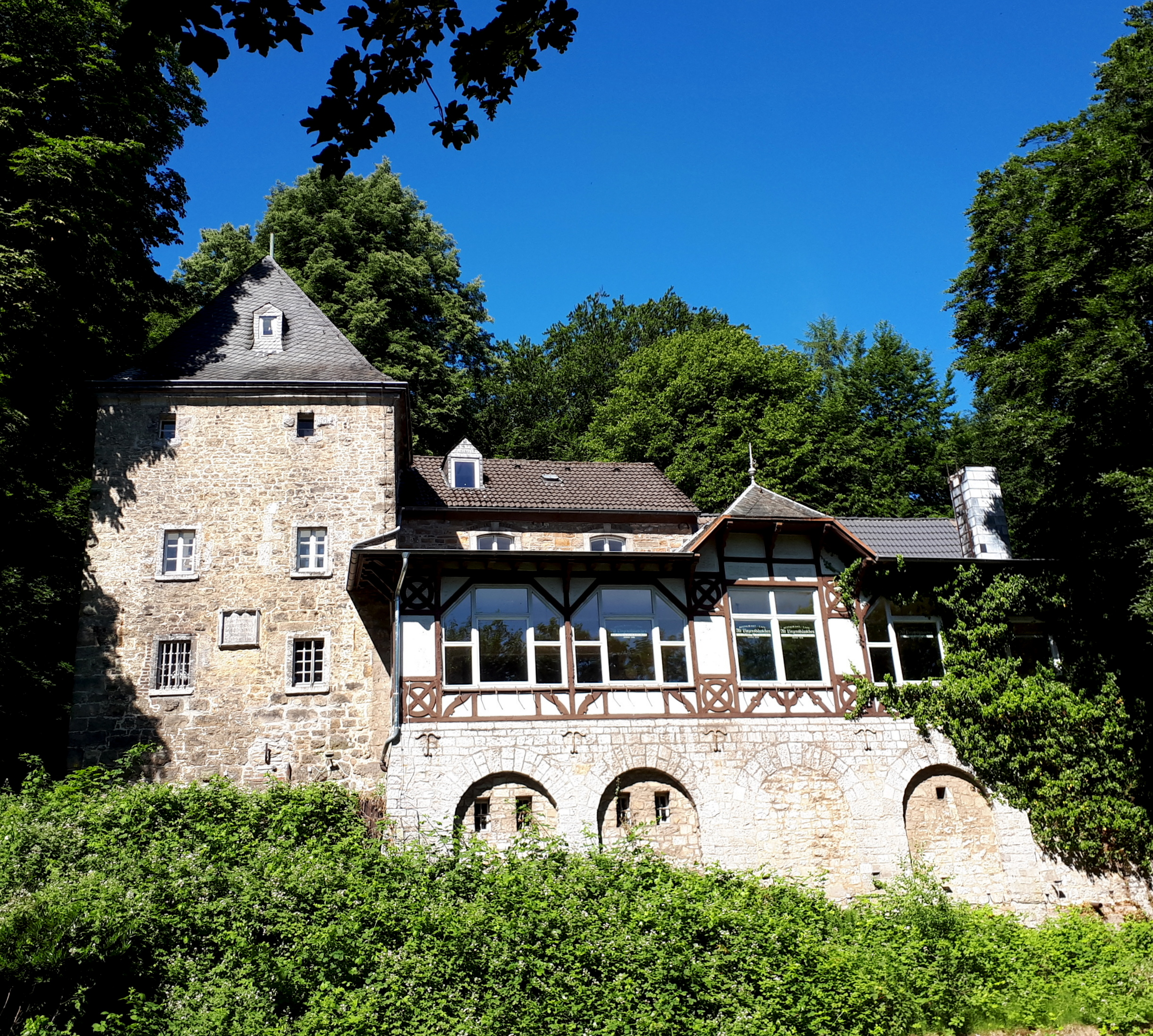
Wach- und Meldeturm Alt-Linzenshäuschen ⊙
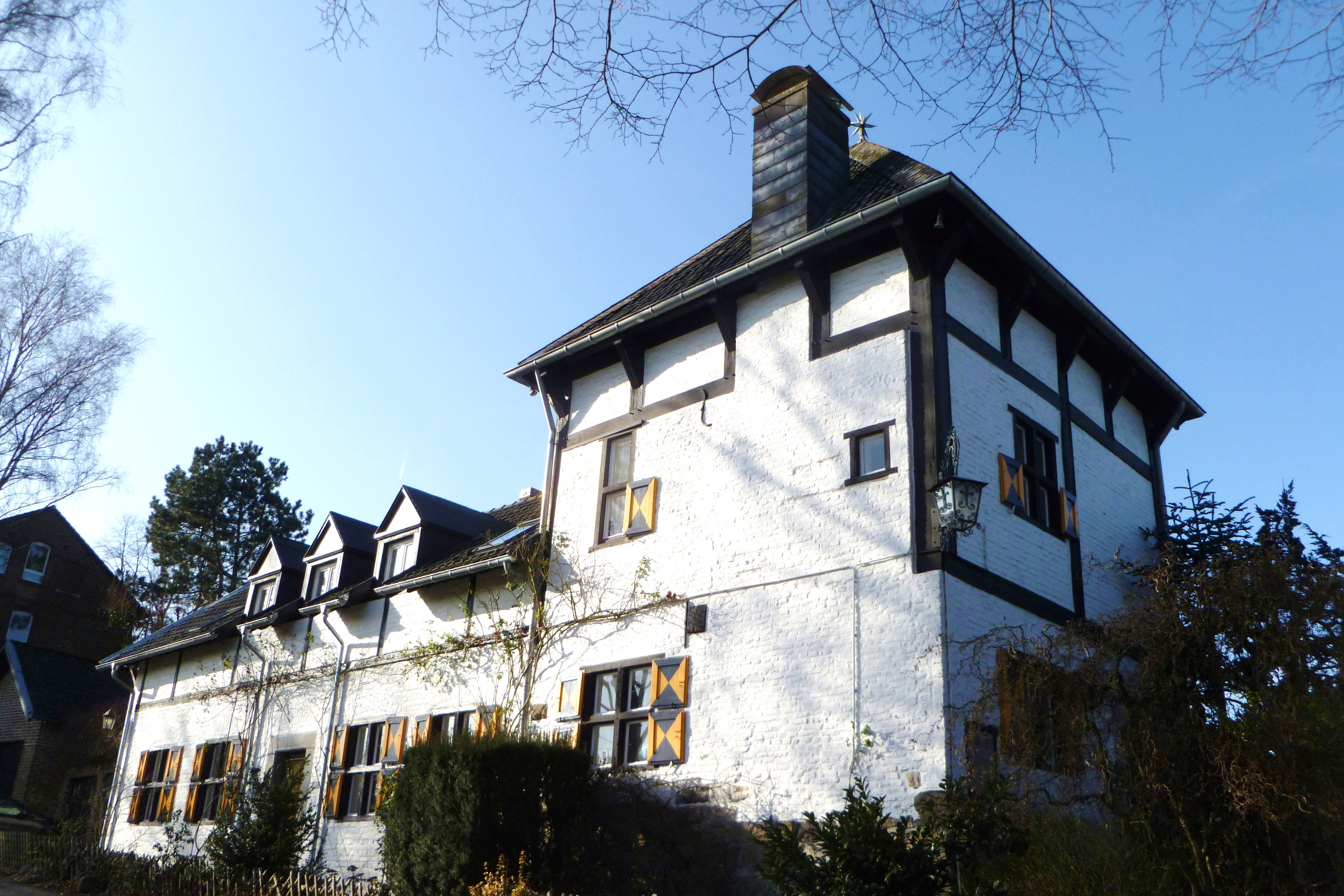
Wach- und Meldeturm Beeck (⊙)
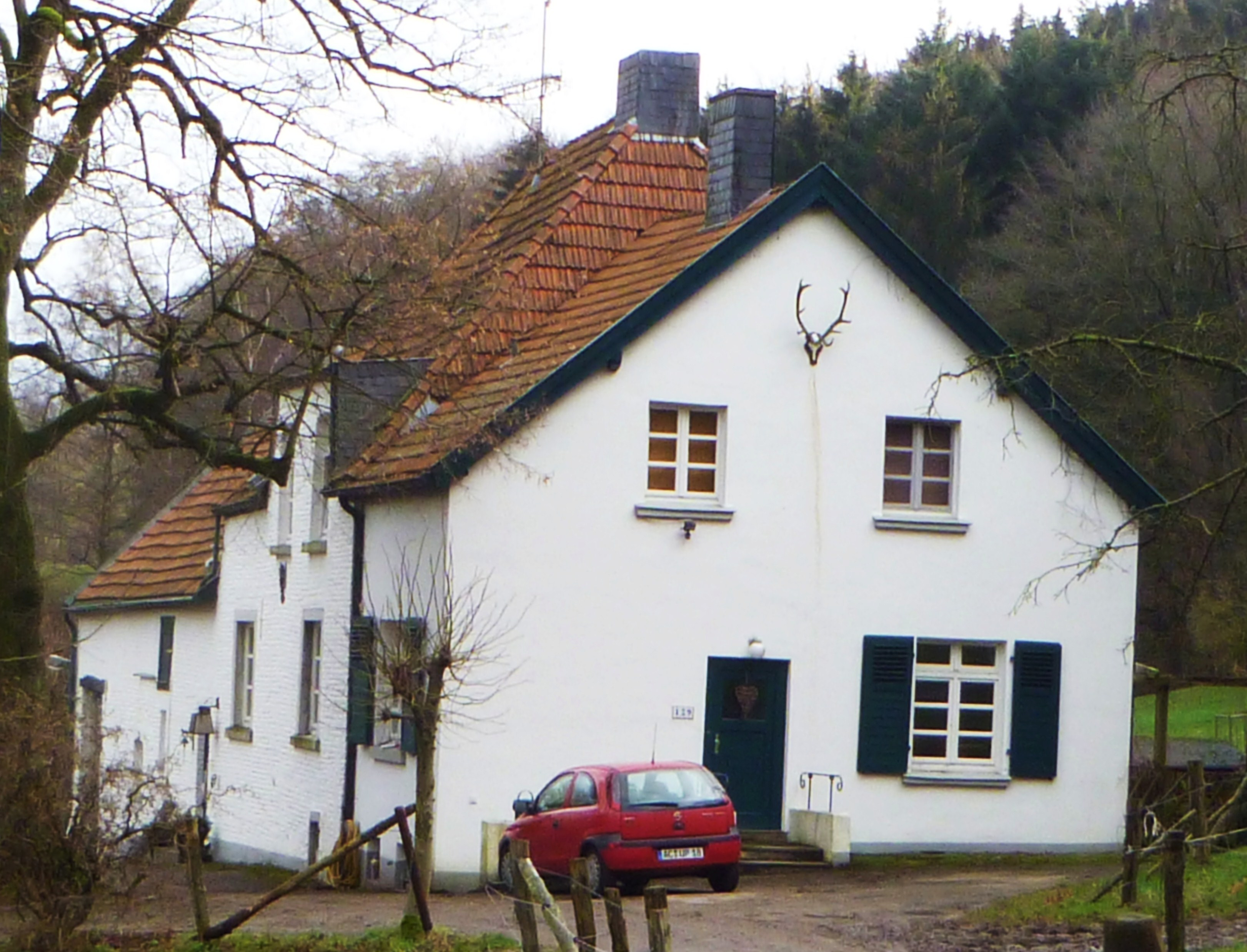
Adamshäuschen ⊙
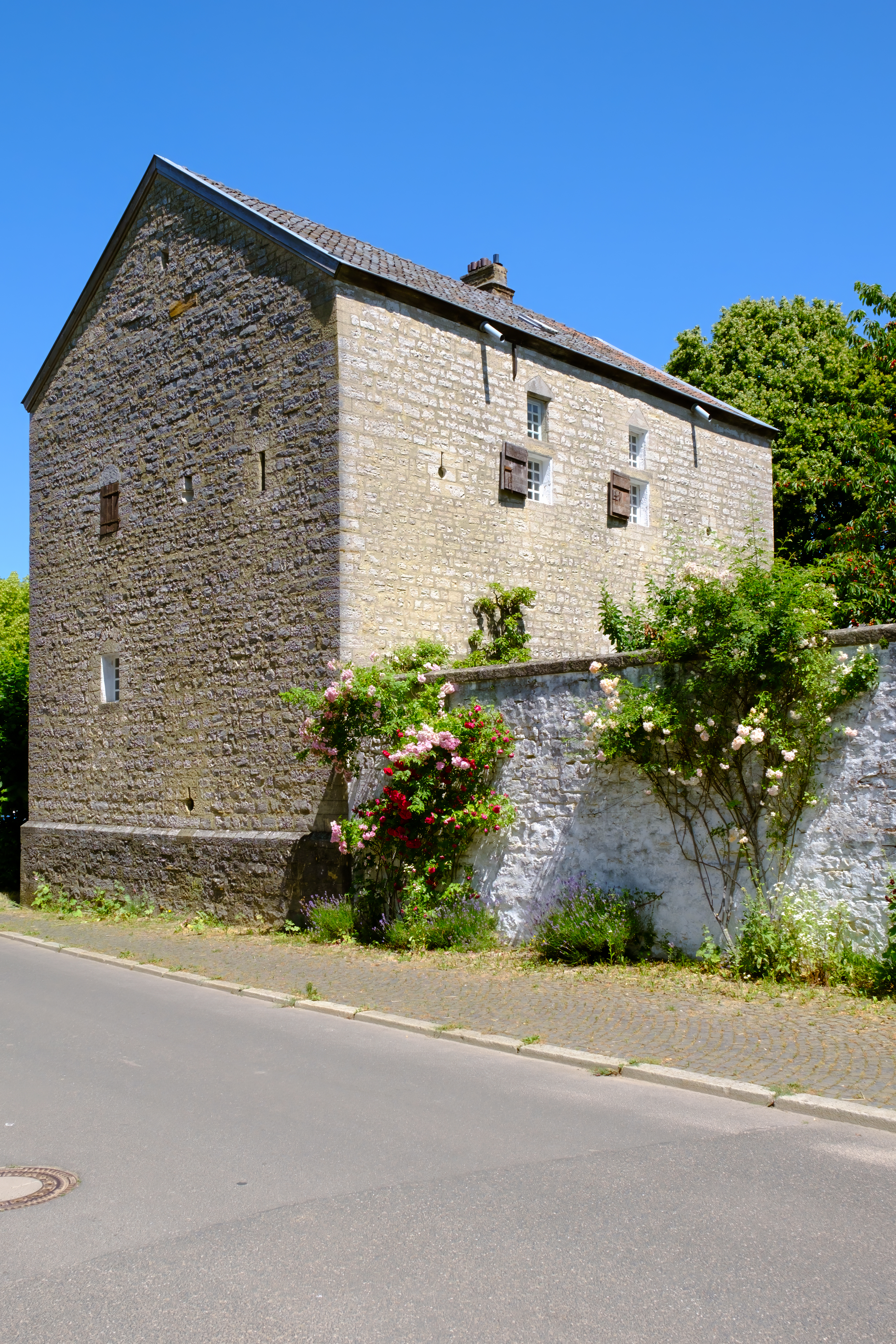
Wach- und Meldeturm Burg Orsbach (⊙)
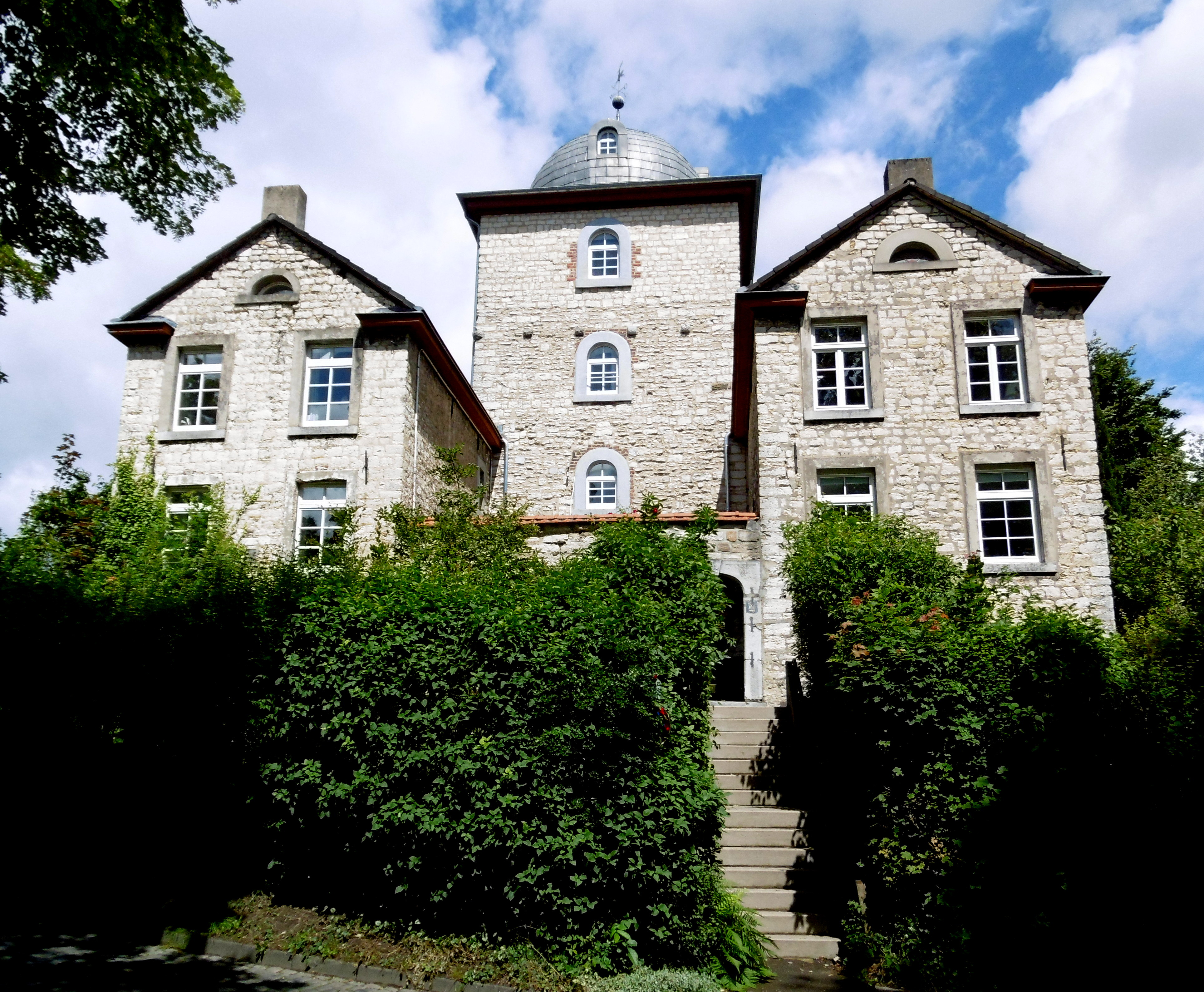
Wehrturm „Hirsch“ ⊙